# Horta rettet ihre Kinder
Horta rettet ihre Kinder (Originaltitel: The Devil in the Dark) ist die nach Ausstrahlungsreihenfolge 25. bzw. nach Produktionsreihenfolge 26. Episode der ersten Staffel der Science-Fiction-Fernsehserie Raumschiff Enterprise. Sie wurde in englischer Sprache erstmals am 9. März 1967 bei NBC ausgestrahlt. In Deutschland war sie zum ersten Mal am 11. Januar 1988 in einer synchronisierten Fassung bei Sat.1 zu sehen, nachdem das ZDF sie bei der deutschen Erstausstrahlung der Serie in den Jahren 1972 bis 1974 übergangen hatte.

## Handlung
Im Jahr 2267 bei Sternzeit 3196,1 reagiert die Enterprise auf einen Notruf der Bergbaukolonie auf Janus VI, um dort eine Reihe rätselhafter Todesfälle aufzuklären. Captain Kirk, sein erster Offizier Spock und Schiffsarzt McCoy beamen auf den Planeten und erfahren von Vandenberg, dem Leiter der Kolonie, dass ein unbekanntes Wesen bereits über 50 Menschen getötet hat, zuletzt einen Arbeiter namens Schmitter. Zudem zerstört es Maschinen, wodurch der Abbau des wichtigen Minerals Pergium gestoppt wird. Ein Arbeiter namens Ed Appel ist der Einzige, der das Wesen gesehen und überlebt hat. Er konnte es mit einem Typ-1-Phaser beschießen, was aber keine Wirkung zeigte. McCoy untersucht die Überreste von Schmitter und stellt fest, dass er von einer äußerst aggressiven Säure zersetzt wurde. Spock ist unterdessen fasziniert von einer Siliciumkugel in Vandenbergs Büro. Vandenberg erklärt, es gäbe hier Millionen davon, sie seien jedoch wertlos.
Das Gespräch wird durch ein erneutes Auftauchen des Wesens unterbrochen. Es hat eine Wache getötet und die Hauptumwälzpumpe des Atomreaktors der Kolonie entwendet. Da nun eine Verstrahlung droht, soll Chefingenieur Scott eine notdürftige Reparatur durchführen. Spock spekuliert, das geheimnisvolle Wesen könne eventuell nicht auf Kohlenstoff, sondern auf Silicium basieren. Dies würde seine Widerstandsfähigkeit erklären und warum es von den Sensoren nicht geortet werden kann. Kirk lässt seinen Sicherheitschef Giotto mit einem Trupp herunterbeamen, der mit leistungsfähigeren Typ-2-Phasern ausgestattet ist. Dennoch wird einer der Sicherheitsoffiziere getötet. Kirk und Spock treffen das Wesen noch bei seinen Überresten an und können gemeinsam mit ihren Phasern ein Stück aus dem Wesen herausschneiden. Verletzt zieht es sich zurück und bohrt mittels Säure einen langen Tunnel in den massiven Fels. Spocks Theorie ist nun bestätigt und er kann es dank der neuen Erkenntnisse nun mit seinem Tricorder orten. Spock stellt fest, dass es im weiten Umkreis das einzige seiner Art ist. Dennoch beschließt Kirk, es zu töten. Scott meldet, dass seine Reparatur nicht erfolgreich war. Kirk bietet nun an, die Bergarbeiter auf die Enterprise zu evakuieren, doch diese wollen sich nicht von dem Wesen vertreiben lassen. Kirk lässt nun ein Team ausschwärmen, um es zu umzingeln.
Als Kirk in einen Raum voller Siliciumkugeln gerät, stürzen neben ihm Felsen herab und plötzlich steht er dem Wesen direkt gegenüber. Als er es mit seinem Phaser bedroht, wagt es nicht näher zu kommen. Kirk erkennt, dass es über Intelligenz verfügt. Spock kommt zu Hilfe und versucht eine Gedankenverschmelzung mit dem Wesen. Er erfährt, dass es sich selbst Horta nennt und große Schmerzen leidet. Die Siliciumkugeln sind seine Eier und ihre leichtfertige Zerstörung durch die Arbeiter gefährdet den Fortbestand seiner Art.
Kirk ruft McCoy, der die verletzte Horta behandeln soll, doch der ist zunächst ratlos. Plötzlich stürmt eine aufgebrachte Gruppe Arbeiter den Raum, um die Horta zu töten. Kirk kann die Situation entschärfen, indem er erklärt, dass die Horta lediglich ihren Nachwuchs verteidigt und keine bösen Absichten hat. Er schlägt außerdem eine Zusammenarbeit mit den Wesen vor, die sich durch Fels bewegen können wie Menschen durch Luft. Die Arbeiter sind offen für den Vorschlag, doch alles hängt nun vom Überleben der Horta ab. McCoy kommt die rettende Idee und er lässt sich von der Enterprise Thermozement bringen, mit dem er die Wunde verschließt. Wieder zurück auf der Enterprise erfährt Kirk von Vandenberg, dass tatsächlich eine Zusammenarbeit mit den frisch geschlüpften Horta-Jungen gelungen ist.

## Verbindungen zu anderen Star-Trek-Produktionen
Dr. McCoys in zahlreichen Folgen geäußerter Satz „Ich bin Arzt, kein…“ fällt in Horta rettet ihre Kinder zum ersten Mal, hier in der Variante „Ich bin Arzt und kein Maurer“ (im Original: „I'm a doctor, not a bricklayer!“).
Einige Elemente aus dieser Folge wurden in späteren Star-Trek-Produktionen wieder aufgegriffen:
- Die Folge 1.18 (Ein Planet wehrt sich) der Serie Raumschiff Enterprise – Das nächste Jahrhundert von 1988 erzählt eine ähnliche Geschichte. Hier sind es kristalline Lebensformen, die sich gegen menschliche Terraformer wehren.
- Das fiktive Mineral Pergium spielt auch in der Folge 3.13 (Das Wagnis) von Star Trek: Raumschiff Voyager aus dem Jahr 1997, in der Folge 7.11 (Die verlorene Tochter) von Star Trek: Deep Space Nine aus dem Jahr 1999 und in der Folge 4.08 (Höhlen) von Star Trek: Lower Decks aus dem Jahr 2023 eine Rolle.
- In der 2020 gestarteten animierten Serie Star Trek: Lower Decks gibt es in mehreren Folgen Anspielungen auf die Horta.

## Produktion
Während der Dreharbeiten starb der Vater von Kirk-Darsteller William Shatner. Obwohl das Produktionsteam zu einer Unterbrechung bereit war, bestand Shatner auf einer planmäßigen Fortsetzung der Dreharbeiten.

### Darsteller
Barry Russo, der hier Lieutenant Commander Giotto spielt, verkörperte später in der Folge Computer M5 Commodore Robert Wesley.
Dies ist die einzige Folge in Raumschiff Enterprise ohne eine weibliche Sprechrolle.

### Kulissen
Im Gegensatz zu den meisten anderen Folgen spielt Horta rettet ihre Kinder fast gänzlich außerhalb der Enterprise. Nur zwei sehr kurze Szenen spielen auf der Brücke des Schiffs.

### Kostüme
Das Kostüm für die Horta wurde von Janos Prohaska entworfen, der die Figur in der Folge auch spielte, aber dafür keine Erwähnung in den Credits erhielt. Das Design basiert auf einer riesigen Mikrobe, die Prohaska 1960 für Folge 2.17 (The Probe) der Serie The Outer Limits entworfen und in der Folge verkörpert hatte.

## Adaptionen
James Blish schrieb eine Textfassung von Horta rettet ihre Kinder, die auf Englisch erstmals 1971 in der Geschichtensammlung Star Trek 4 erschien. Die deutsche Übersetzung erschien 1972.
Ein Fotoroman zu Horta rettet ihre Kinder erschien 1978 auf Englisch als neunter Band der Star-Trek-Fotonovel-Reihe. Eine deutsche Übersetzung liegt nicht vor.
Ein Fortsetzungs-Fotoroman der Folge erschien 1974 in der deutschen TV-Zeitschrift GONG.
Jenny Parks verarbeitete Horta rettet ihre Kinder als eine von mehreren Raumschiff-Enterprise-Episoden in ihrem 2017 erschienenen Buch Star Trek Cats, in dem die Hauptfiguren der Serie als Katzen dargestellt werden.

## Rezeption
Trekmovie führte Horta rettet ihre Kinder 2012 in einer Liste der zehn wichtigsten Star-Trek-Folgen zum Thema Toleranz auf Platz 7.
Zack Handlen nannte Horta rettet ihre Kinder 2012 als eine der zehn Folgen von Raumschiff Enterprise, die die Serie am besten repräsentieren.
Eoin O’Carroll führte Horta rettet ihre Kinder 2012 im Christian Science Monitor in einer Aufstellung der 10 besten Folgen von Raumschiff Enterprise auf Platz 8.
Charlie Jane Anders führte Horta rettet ihre Kinder 2014 auf gizmodo.com in einer Liste der 100 besten bis dahin ausgestrahlten Star-Trek-Folgen auf Platz 16.
Sven Harvey zählte Horta rettet ihre Kinder 2015 auf der Website Den of Geek als eine der 25 besten Folgen der beiden Serien Raumschiff Enterprise und Die Enterprise.
Ed Gross listete Horta rettet ihre Kinder 2016 auf empireonline.com in einer Aufstellung der 50 besten bis dahin ausgestrahlten Star-Trek-Folgen auf Platz 2.
David Morgan führte Horta rettet ihre Kinder 2016 auf cbsnews.com als eine der besten Folgen von Raumschiff Enterprise auf.
Aaron Couch und Graeme McMillan erstellten 2016 anlässlich des 50-jährigen Jubiläums von Star Trek in Zusammenarbeit mit verschiedenen Beteiligten aus dem Franchise für den Hollywood Reporter eine Liste der 100 besten bis dahin ausgestrahlten Folgen. Horta rettet ihre Kinder wurde hierbei auf Platz 27 gewählt.
Caroline Siede empfahl Horta rettet ihre Kinder 2016 auf vox.com als eine von vier Raumschiff-Enterprise-Folgen, die Neulingen einen guten Einstieg ins Star-Trek-Franchise ermöglichen.
Elena Holodny und Andy Kiersz führten Horta rettet ihre Kinder 2017 auf businessinsider.com in einer Aufstellung der 13 besten Folgen von Raumschiff Enterprise auf Platz 4.
Patrick Cooley führte Horta rettet ihre Kinder 2017 in einer Liste der 25 besten bis dahin ausgestrahlten Star-Trek-Folgen auf Platz 7.
Silas Lesnick listete Horta rettet ihre Kinder 2018 in einer Aufstellung der 20 besten Folgen von Raumschiff Enterprise auf Platz 10.
Kristy Ambrose erstellte 2020 für screenrant.com auf der Grundlage von IMDb-Bewertungen eine Liste der zehn besten Raumschiff-Enterprise-Folgen. Horta rettet ihre Kinder landete dabei auf Platz 10.
Paul Rowe listete Horta rettet ihre Kinder 2020 auf popmasters.com in einer Aufstellung der 20 besten Folgen von Raumschiff Enterprise auf Platz 1.
Ryan Britt führte Horta rettet ihre Kinder 2021 auf der Website Den of Geek als eine von zehn Raumschiff-Enterprise-Folgen, die das Franchise am besten definieren.
Christian Blauvelt listete Horta rettet ihre Kinder 2022 auf hollywood.com in einem Ranking aller 79 Raumschiff-Enterprise-Folgen auf Platz 14.

## Parodien und Anspielungen
Folge 1.20 (Mutterliebe) der Serie Die Nachtjäger von 1975 hat eine sehr ähnliche Handlung. Dort werden Arbeiter beim Bau eines Tunnels von einem riesigen Reptil getötet, weil sie dessen Eier stehlen.
Die 1993 gegründete Star-Trek-Punk-Rock-Band No Kill I hat ihren Namen dieser Folge entlehnt.
Ein von dem kanadischen Bergbauunternehmen Inco in den späten 1990er Jahren entwickeltes Positionsbestimmungssystem trägt den Namen HORTA. Das von der Horta aus Star Trek abgeleitete Backronym steht für „Honeywell Ore Retrieval and Tunneling Aid“.
In Folge 4.03 (Halluzination) der Serie Outer Limits – Die unbekannte Dimension von 1998 kommt das fiktive Mineral Pergium vor.
Die Melodic-Punk-Band Pseudo Heroes veröffentlichte auf ihrem Album Nostalgic Lies… von 2005 ein Lied mit dem Titel The Devil in the Dark, das auf dieser Folge basiert.
Die Folge 1.03 (Gnadenlose Rache, Originaltitel: The Devil In The Dark) der Science-Fiction-Serie Defiance teilt mit Horta rettet ihre Kinder sowohl den Originaltitel als auch einige Handlungselemente.
In Folge 3.03 (Der Jungunternehmer und der lästige Verehrer) der Comedyserie Young Sheldon von 2019 diskutiert Sheldon diese Folge mit einer Frau in einem Bus.